# 越南签证政策

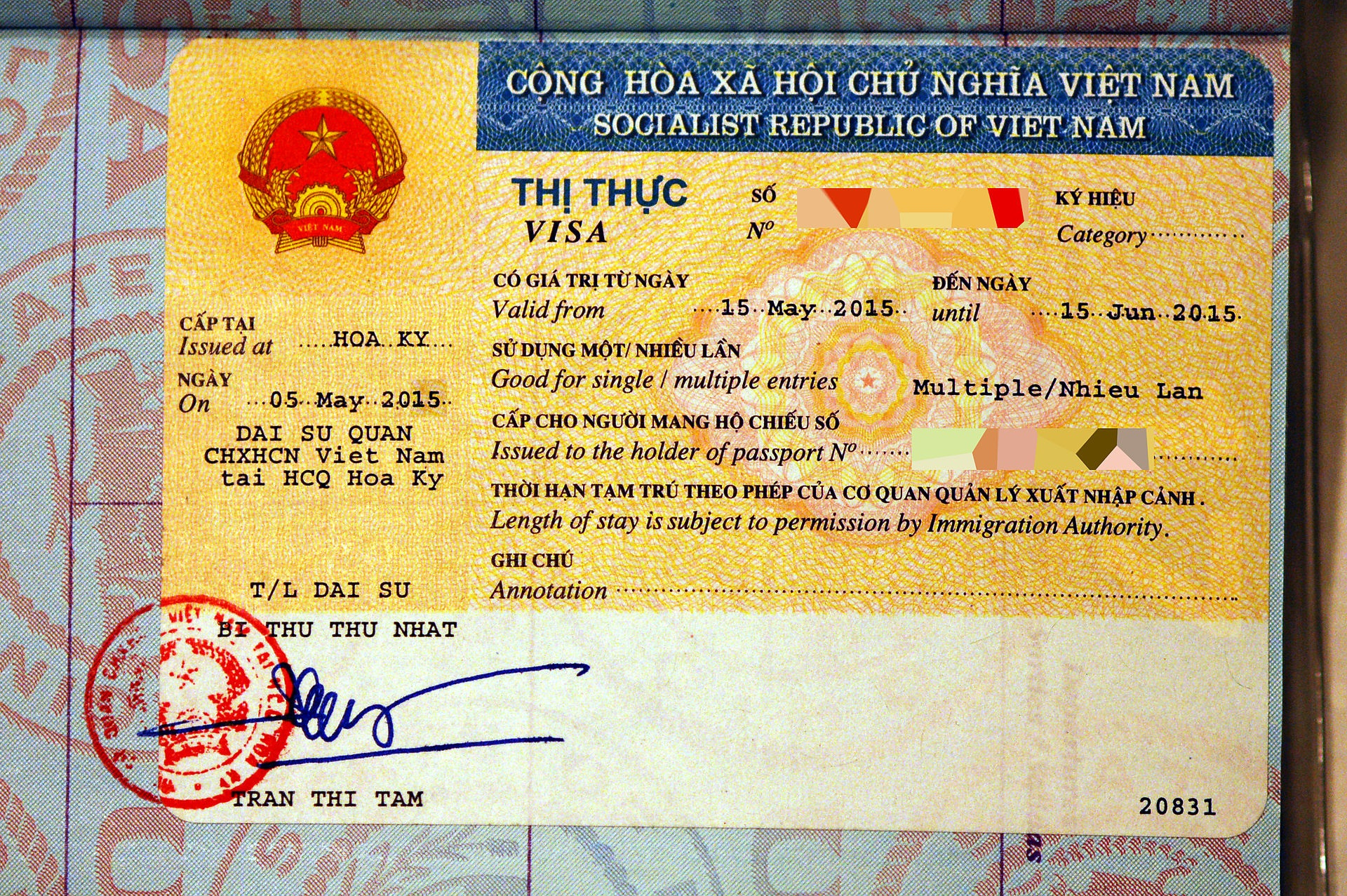
越南貼紙簽證

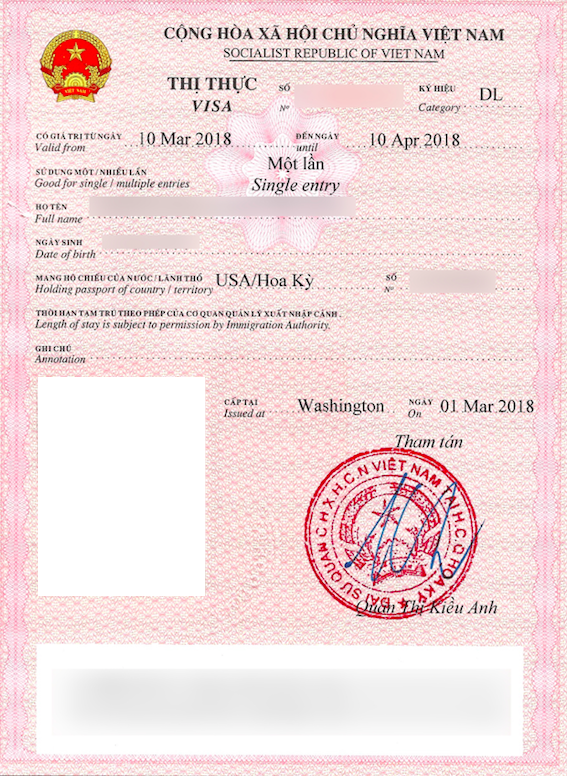
越南另纸签证

访问越南的外国公民（除已豁免者外）必须在越南驻外领事机构申请签证，并在入境前出示。根据国际法规，护照有效期不得少于6个月。

## 签证政策地图

越南签证政策地图
越南
免签证(90天)
免签证(45天)
免签证(30天)
免签证(21天)
免签证(14天)
电子签证

## 免签证
以下国家的公民可免簽證進入越南。根据越南外交部的规定，免签停留时间取决于国籍：
| - 智利 - 巴拿马 |

| - 捷克** - 波蘭** - 瑞士** - 白俄羅斯* - 丹麦* - 芬兰* - 法國* | - 德国* - 義大利* - 日本* - 挪威* | - 俄羅斯* - 西班牙* - 瑞典* - 英国* 1 |  |

| - 柬埔寨 - 印度尼西亞 | - 马来西亚 - 新加坡 - 泰國 |  |

### 簽證豁免證書

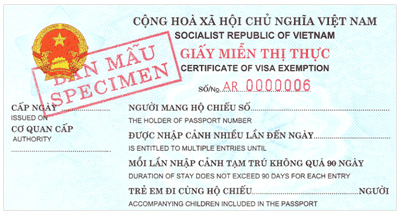
越南签证豁免证书

越南签证豁免证书的持有者，无论国籍皆可免签入境，有效期5年或护照到期日前6个月（以较短的为准），可多次入境，每次入境最多180天、逾期可申請延展180天。
簽證豁免證書常發放給海外越僑，如越籍移工、越籍配偶及其子女；若因為海外結婚導致喪失越南國籍者，可憑原身分證、原護照、國籍註銷證明等文件，申辦簽證豁免證書，以利越南新住民返鄉。

### 非普通护照

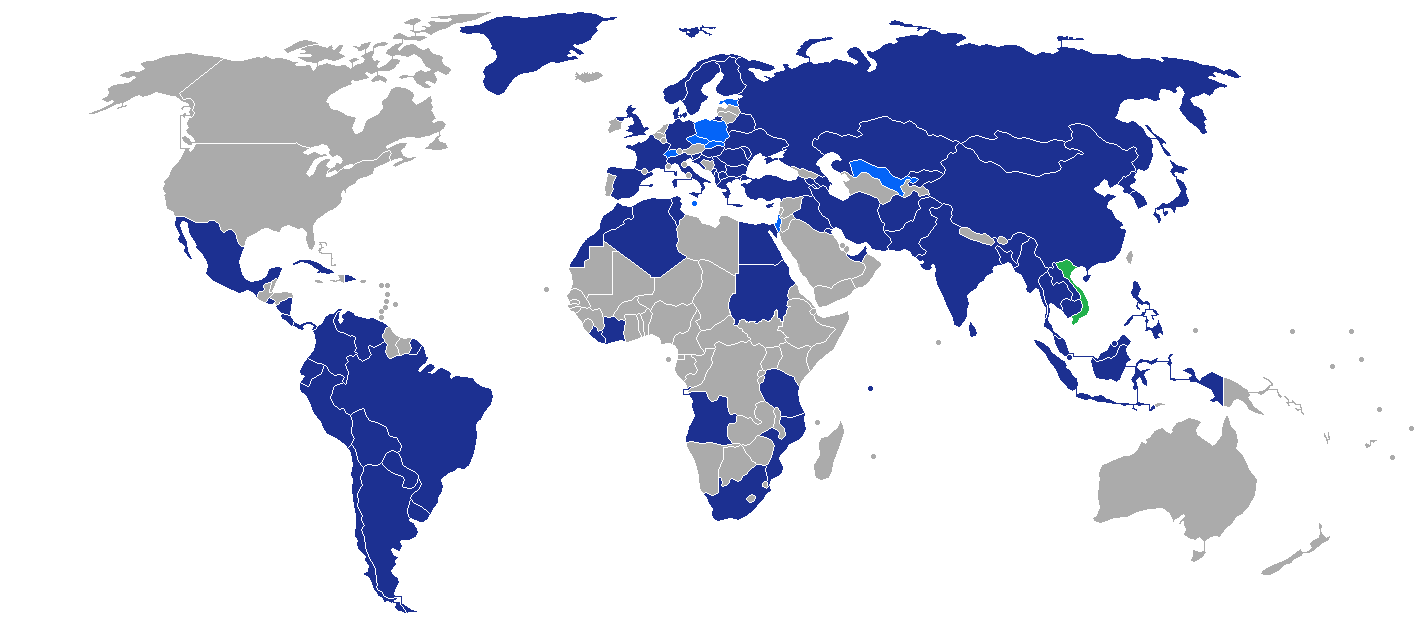
越南
免签证（外交护照和公务护照）
免签证（外交护照）

持有以下国家的外交或公务/公务护照的人可在以下期限内免签证进入越南:
| - 阿尔巴尼亚 - 阿根廷 - 亞美尼亞 - 保加利亚 - 哥伦比亚 - 賽普勒斯 - 捷克D - 薩爾瓦多 | - 爱沙尼亚D - 法國 - 德国 - 匈牙利 - 義大利 - 以色列D - 日本 - 馬爾他D - 墨西哥 - 摩尔多瓦 - 蒙特內哥羅 - 摩洛哥D - 尼加拉瓜 | - 巴拿马 - 波蘭D - 羅馬尼亞 - 俄羅斯 - 塞爾維亞 - 斯洛伐克D - 斯洛維尼亞 - 西班牙 - 瑞士D - 突尼西亞D - 土耳其 - 乌拉圭 |  |

| - 阿富汗D - 阿尔及利亚 - 安哥拉 - 白俄羅斯 - 玻利维亚 - 巴西 - 柬埔寨 - 智利 - 中华人民共和国 - 古巴 - 埃及 | - 印度 - 伊拉克 - 科威特 - 马来西亚 - 蒙古国 - 莫桑比克 - 緬甸 - 尼泊尔 - 巴基斯坦 - 巴拉圭 | - 秘魯 - 菲律賓 - 塞舌尔 - 新加坡 - 南非 - 斯里蘭卡 - 苏丹 - 泰國 - 乌克兰 - 阿联酋 |  |

|  | - 印度尼西亞 |

D - 仅限外交护照.
此外， 中华人民共和国、 古巴和 公民如果持有的公务普通护照或普通护照上标记有“公务用途”，也可以免签证进入越南。

## 富国岛
前往富国岛的外籍人士，可在岛上免签证停留30天。旅客必须从第三国直达富国岛；或从河内、胡志明市等地的國際机场，办理完清关手续后，前往国内航站楼办理手续。
中國大陸旅客即使可免簽入境富國島，但因越南邊檢官員不會將戳章蓋在中國大陸護照內頁上，故中國大陸旅客仍需在富國島口岸免費領取另紙簽證，供邊檢官員蓋章後方可入境。

## 转机免签证
任何国籍的旅客转机经过越南，在不出机场过境旅客候机区的情况下，可以在越南免签证停留不超过24小时，并允许在候机区过夜。

## 電子簽證

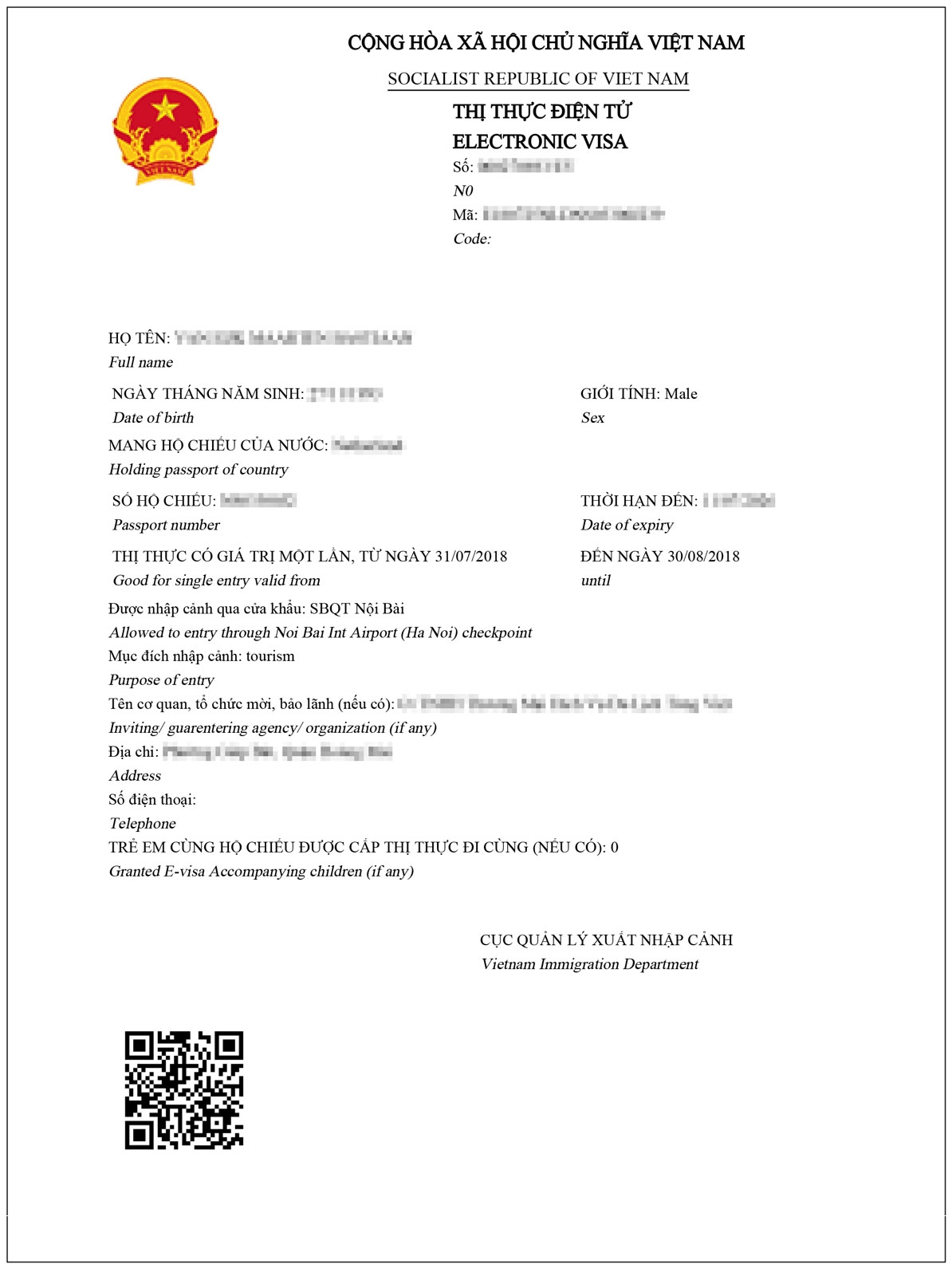
越南电子签证样本

2017年2月1日，越南引入电子签证（e-Visa）系统。首次對81個國家和地區的公民发放30天单次入境电子签证，签证费为25美元：2023年8月15日，该政策延伸至所有受到越南承认的国家或地区的公民，電子簽的有效期也被延長至90天。
由于中国电子普通护照上印制的地图包含南海争议地区（如西沙群岛等），越南领事机构拒绝在拒绝在护照上盖章或贴签证，因此持有该类护照的电子签证旅客须在入境口岸免费领取另纸签证。越南领事机构或出入境管理局会签发另纸签证供持有电子护照的中华人民共和国公民访问越南。越南领事馆官员和出入境管理局官员都只会在单独的纸上签名、盖出入境章等。

## 落地签证

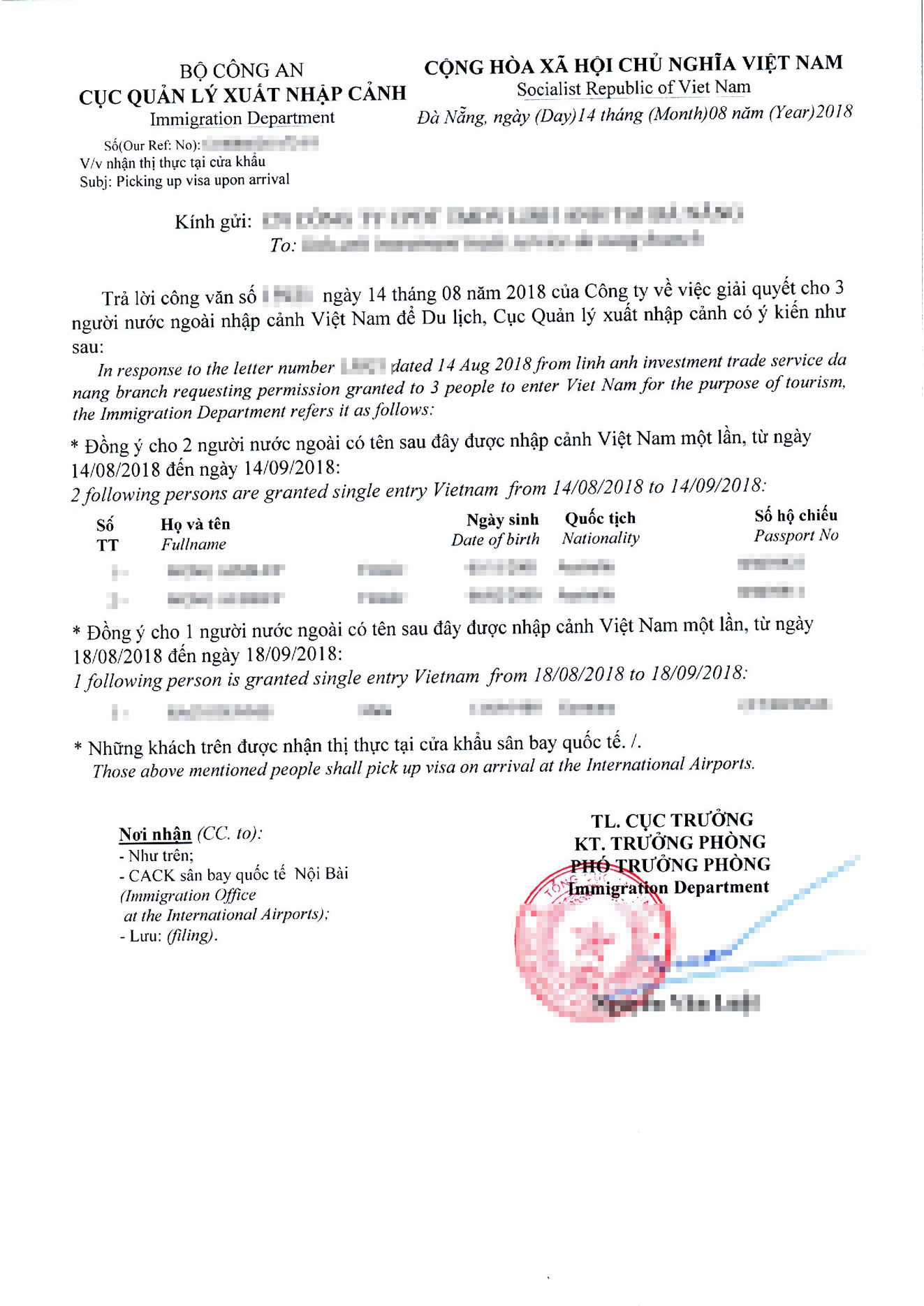
越南落地签证批文样本

持有由越南公安部出入境管理局签发的准签函者，可在河内、胡志明市、岘港、芽庄、富国岛五大机场取得落地签证，停留期限为1-3个月。准签函可通过越南的旅行社在线办理。
越南落地簽證跟其他國家申辦方式不同，不能直接在入境口岸申請，得在出發前向旅行社、越南駐外館處申請「批文」，旅客須持批文到機場報到才能搭乘往越南的班機；抵達越南入境口岸後，再將落地簽批文和護照拿去簽證處換領落地簽證，移民官會將落地簽證黏貼到護照上；中國大陸旅客憑批文申請的落地簽證，為另紙簽證形式，而非黏貼在護照上。

### 落地签证的法律基础
越南落地签证是在2004年推出的。关于签证的法律依据请参阅：
- 2000年4月28日 – 24/1999/PL-UBTVQH10 號法規《外籍人士在越南入境、出境、居留相關條例》越南外國人入境，出境及居留條例 （页面存档备份，存于）
  - 条款二：1. 越南机关与组织、位于越南的国际组织、外国组织、机关，越南公民与合法居留越南之外籍人士，可邀请外籍人士到越南。 2. 邀请外籍人士到越南之机关、组织与个人，有责确保外籍人士入境目的是否合规，并确保财务方面、各主管外籍人士事务之公家机关合作。
- 2001年5月 – 21/2001/ND-CP 號法令《外籍人士在越南入境、出境、居留相關條例》 （页面存档备份，存于）
  - 条款五：1. 依据党中央、国会、国家主席、政府的邀请，负责迎接外国客人的机关，依据部长、副主席以及省、直辖市人民委员会主席、副主席的邀请，负责迎接同级别外国客人的机关，须就邀请和迎接客人事宜向外交部领事局递交通知书。外交部领事局据此向越南驻国外的外交代表机关、领事机关发出外国客人办理签证通知，并向公安部出入境管理局发出通知。在外国驻越南的外交代表机关、领事机关内及在联合国国际组织和其他国际组织设在越南的办事机关内任职的外国人员及其亲人邀请外国人员来越南，其所属机关在通知越南驻国外的外交代表机关、领事机关给予签证之前，必须就邀请和迎接客人事宜向越南外交部领事局递交通知书。公安部出入境管理局在收到通知书之日起两天内，若发现外国人员属于不能入境之例，则必须向外交部领事部通报说明。 2. 不属本条第一款规定的邀请外国人员来越南之机关、组织、个人，须直接将通知书或建议书递交公安部出入境管理局。
  - 公安部出入境管理局向越南驻国外的外交机关、领事机关发出书面通知并给予五天办理签证的时限。若发现属于不同入境之例的外国人员，公安部出入境管理局必须向邀请外国人员的机关、组织、个人通报说明。
- 2002年1月29日 – 04/2002/TTLT/BCA-BNG 號指導引政府執行 21/2001/ND-CP 號法令《外籍人士在越南入境、出境、居留相關條例》 （页面存档备份，存于）
  - 机关、组织、个人若需要在越南国际口岸为属于《外籍人士在越南入境、处境、居住法》第六条所规定的外国人员申请签证，必须向公安部出入境管理局递交建议书。在紧急场合下在口岸申请签证，则必须在客人到达口岸的至少 12小时之前递交建议书。 根据越南公安部与越南外交部于 2002 年一月 29 日同意与签署之共同通知书第 04/2002/TTLT/BCA-BNG 号，导引政府执行 200年五月28 日第 21/2001/ND-CP 法例《外籍人士在越南入境、出境、居住法》，其详述：2. 对于有责在公安部执行手续之外籍人士欲邀请外籍人士至越南之机关与组织，而该外籍人士并不负责执行本节第一点所定义之外交部之程序，須發请愿书至出入境管理局。如其要求在国际口岸予以外籍宾客签证，该请愿书必须明载边境口岸、宾客入境之时间，以及在口岸请求签证之原因。对属第一款第4条第d、đ、g、h 点规定邀请或保证外国人入境的机关、组织或个人之前，必须在出入境管理局提交身分合法之档案。各档案包括：– 组织成立之主管机关的许可或决议；– 组织营运登记书面文件，附上该组织总部所在之省或直辖市人民委员会及直属机关的证书；–  书面文件须有该组织主管人士之签章。上述档案之提交限一次完成。档案如有任何变更，须向越南出入境管理局递交通知书为补充档案。

## 亚太经合组织商务旅行证持有人
持亚太经合组织商务旅行证，且卡后有标注“VNM”字样者，可以以商务旅游的名义入境越南，为期60天。
| - 智利 - 中国大陆 - 香港 - 印度尼西亞 - 日本 - 马来西亚 | - 墨西哥 - 新西兰 - 秘魯 - 菲律賓 - 俄羅斯 - 新加坡 - 臺灣 - 泰國 |  |